# Найя Абельсен
Найя Абельсен (дан. Naja Abelsen; 25 квітня 1964 року, Бреннерслев, Данія) — дансько-ґренландська художниця та ілюстратор. Ілюструвала дитячі підручники, а також розробляла логотипи та марки для поштової служби Ґренландії.

## Дитинство та юність
Абельсен народилася у данському Бреннерслеві в 1964 році. Її батько — ґренландський учитель Адольф Конрад Боас Хенрік Абельсен, а мати — датчанка Кірстен Фокдал, менеджер будинку престарілих. Дитинство Абельсен пройшло у Фредерікссунді, що у Данії. У 1971 році переїхала до міста Какорток, Південна Гренландія, де прожила до 1980 року. За цей час вона прийняла гренландську та данську культуру, наслідки якої відображені в її роботах.

## Мистецтво
Абельсен ілюструвала дитячі книги та підручники, розробила дизайн 18 поштових марок Гренландії. Її марка «Вразливі види тварин» (дан. Sårbare Dyrearter) обрана маркою року в 2013 році. Вибір був здійснений колекціонерами марок по всьому світу. Марка із зображенням білого ведмедя опублікована у співпраці з ізраїльським поштовим відділенням.
Стиль малювання Абельсен натуралістичний, але не прагне до фотографізму у своїх картинах. Сюжети своїх картин вона бере з Гренландії, її міфів та легенд. На них зображені люди, тварини, шамани, любов і танець. Свої картини малює тушшю та аквареллю. Провела численні художні виставки в Гренландії, Данії та США.
Абельсен вивчала мистецтво в кількох школах, перш ніж закінчити Danmarks Design School, де навчалася з 1990 по 1996 рік.
У 2017 році відкрила власну галерею в муніципалітеті Ере в Данії.